# Jehad Muntasser
Jehad Muntasser (Tripoli, 26 luglio 1978) è un ex calciatore libico, di ruolo centrocampista esterno.

## Carriera

### Club
Nel mese di gennaio 2007 il Treviso, squadra con cui giocava da due anni, ha comunicato di avere risolto consensualmente il contratto con il calciatore libico; Muntasser ha fatto capire che la fine del rapporto con la squadra veneta è stata influenzata dal mancato accordo tra il Treviso ed alcuni sponsor libici.

### Nazionale
Muntasser ha fatto parte della nazionale libica che nel 2006 ha vinto il proprio girone di qualificazione alla Coppa d'Africa, dove è stata eliminata al primo turno.

## Statistiche

### Cronologia presenze e reti in nazionale
| Cronologia completa delle presenze e delle reti in nazionale ― Libia | Cronologia completa delle presenze e delle reti in nazionale ― Libia | Cronologia completa delle presenze e delle reti in nazionale ― Libia | Cronologia completa delle presenze e delle reti in nazionale ― Libia | Cronologia completa delle presenze e delle reti in nazionale ― Libia | Cronologia completa delle presenze e delle reti in nazionale ― Libia | Cronologia completa delle presenze e delle reti in nazionale ― Libia | Cronologia completa delle presenze e delle reti in nazionale ― Libia |
| Data                                                                 | Città                                                                | In casa                                                              | Risultato                                                            | Ospiti                                                               | Competizione                                                         | Reti                                                                 | Note                                                                 |
| -------------------------------------------------------------------- | -------------------------------------------------------------------- | -------------------------------------------------------------------- | -------------------------------------------------------------------- | -------------------------------------------------------------------- | -------------------------------------------------------------------- | -------------------------------------------------------------------- | -------------------------------------------------------------------- |
| 16-5-1999                                                            | Tripoli                                                              | Libia                                                                | 2 – 1                                                                | Senegal                                                              | Amichevole                                                           | -                                                                    |                                                                      |
| 23-8-1999                                                            | Amman                                                                | Siria                                                                | 1 – 1                                                                | Libia                                                                | Giochi panarabi 1999 - 2º turno                                      | 1                                                                    |                                                                      |
| 25-8-1999                                                            | Amman                                                                | Libia                                                                | 2 – 2                                                                | Palestina                                                            | Giochi panarabi 1999 - 2º turno                                      | -                                                                    |                                                                      |
| 27-8-1999                                                            | Amman                                                                | Emirati Arabi Uniti                                                  | 0 – 1                                                                | Libia                                                                | Giochi panarabi 1999 - 2º turno                                      | 1                                                                    |                                                                      |
| 29-8-1999                                                            | Amman                                                                | Iraq                                                                 | 3 – 1                                                                | Libia                                                                | Giochi panarabi 1999 - Semifinale                                    | -                                                                    |                                                                      |
| 19-11-1999                                                           | el-Agelat                                                            | Libia                                                                | 2 – 1                                                                | Togo                                                                 | Amichevole                                                           | 1                                                                    |                                                                      |
| 23-12-1999                                                           | Bengasi                                                              | Libia                                                                | 2 – 0                                                                | Gabon                                                                | Amichevole                                                           | 1                                                                    |                                                                      |
| 9-4-2000                                                             | Tripoli                                                              | Libia                                                                | 3 – 0                                                                | Mali                                                                 | Qual. Mondiali 2002                                                  | 1                                                                    |                                                                      |
| 18-6-2000                                                            | Tripoli                                                              | Libia                                                                | 0 – 3                                                                | Camerun                                                              | Qual. Mondiali 2002                                                  | -                                                                    |                                                                      |
| 28-1-2001                                                            | Luanda                                                               | Angola                                                               | 3 – 1                                                                | Libia                                                                | Qual. Mondiali 2002                                                  | 1                                                                    | 38’                                                                  |
| 27-8-2002                                                            | Alessandria d'Egitto                                                 | Egitto                                                               | 0 – 1                                                                | Libia                                                                | Amichevole                                                           | -                                                                    | Ingresso                                                             |
| 8-9-2002                                                             | Misurata                                                             | Libia                                                                | 3 – 2                                                                | RD del Congo                                                         | Qual. Coppa d'Africa 2004                                            | 1                                                                    |                                                                      |
| 12-2-2003                                                            | Tripoli                                                              | Libia                                                                | 2 – 4                                                                | Canada                                                               | Amichevole                                                           | -                                                                    |                                                                      |
| 30-4-2003                                                            | Tripoli                                                              | Libia                                                                | 1 – 3                                                                | Argentina                                                            | Amichevole                                                           | -                                                                    | 72’                                                                  |
| 3-9-2004                                                             | Tripoli                                                              | Libia                                                                | 4 – 1                                                                | Benin                                                                | Qual. Mondiali 2006                                                  | -                                                                    | 75’                                                                  |
| 27-3-2005                                                            | Il Cairo                                                             | Egitto                                                               | 4 – 1                                                                | Libia                                                                | Qual. Mondiali 2006                                                  | -                                                                    |                                                                      |
| 2-1-2006                                                             | Doha                                                                 | Qatar                                                                | 2 – 0                                                                | Libia                                                                | Amichevole                                                           | -                                                                    |                                                                      |
| 12-1-2006                                                            | Gafsa                                                                | Tunisia                                                              | 1 – 0                                                                | Libia                                                                | Amichevole                                                           | -                                                                    |                                                                      |
| 20-1-2006                                                            | Il Cairo                                                             | Egitto                                                               | 3 – 0                                                                | Libia                                                                | Coppa d'Africa 2006 - 1º turno                                       | -                                                                    | 75’                                                                  |
| 24-1-2006                                                            | Il Cairo                                                             | Libia                                                                | 1 – 2                                                                | Costa d'Avorio                                                       | Coppa d'Africa 2006 - 1º turno                                       | -                                                                    | 72’                                                                  |
| 25-3-2007                                                            | Tripoli                                                              | Libia                                                                | 2 – 1                                                                | Namibia                                                              | Qual. Coppa d'Africa 2008                                            | -                                                                    | 89’                                                                  |
| 18-11-2007                                                           | Ismailia                                                             | Libia                                                                | 2 – 1                                                                | Arabia Saudita                                                       | Giochi panarabi 2007 - Girone finale                                 | -                                                                    | 57’                                                                  |
| Totale                                                               |                                                                      | Presenze                                                             | 22                                                                   |                                                                      | Reti                                                                 | 7                                                                    |                                                                      |

## Palmarès

### Club

#### Competizioni nazionali
- Campionato inglese: 1

Arsenal: 1997-1998
- Coppa d'Inghilterra: 1

Arsenal: 1997-1998
- Campionato libico: 1

Al-Ittihad Tripoli: 2008
- Supercoppa di Libia: 1

Al-Ittihad Tripoli: 2008